# ヴォイチェフ・マルチェフスキ
ヴォイチェフ・マルチェフスキ （ポーランド語: Wojciech Szczęsny Marczewski, 1944年2月28日 - ） は、ポーランドの映画監督。

## 来歴
1944年2月28日、ウッチで生まれた。1964年にウッチ映画大学に入学した。
1968年、2本の短編『Most nad torami』と『Lekcja anatomii』で映画監督としてデビュー。その後は数本のテレビ映画を手がけた。
1979年、初の長編『悪夢』を発表。1981年の『悪寒』は翌1982年の第32回ベルリン国際映画祭で審査員グランプリを受賞した。1990年の『自由と呼ぶ映画館からの脱出』は翌1991年に第44回カンヌ国際映画祭のある視点部門に出品され、1992年の第20回アヴォリアッツ・ファンタスティック映画祭ではグランプリを受賞した。

## 作品
- Most nad torami （1968年） 短編
- Lekcja anatomii （1968年） 短編
- Podrózni jak inni （1969年） テレビ映画
- Pamiec （1970年） テレビ映画
- Odejscia, powroty （1973年） テレビシリーズ
- Wielkanoc （1975年） テレビ映画
- Bielszy niz snieg （1976年） 短編
- 悪夢 Zmory （1979年）
- Klucznik （1980年） テレビ映画
- 悪寒 Dreszcze （1981年）
- 自由と呼ぶ映画館からの脱出 Ucieczka z kina 'Wolnosc' （1990年）
- Czas zdrady （1997年）
- Weiser （2001年）